# Phytoecia kukunorensis
Phytoecia kukunorensis är en skalbaggsart som först beskrevs av Stefan von Breuning 1943.  Phytoecia kukunorensis ingår i släktet Phytoecia och familjen långhorningar. Inga underarter finns listade i Catalogue of Life.